# ایلومینیشن (شرکت)
ایلومینیشن (به انگلیسی: Illumination: با نام قبلی ایلومینیشن اینترتینمنت) شرکت آمریکایی و تهیه‌کننده فیلم است که توسط کریس ملداندری و در سال ۲۰۰۷ پایه‌گذاری شد. دفتر مرکزی شرکت در سنتا مونیکا، کالیفرنیا می‌باشد. همچنین این شرکت دارای یک رابطه تجاری و توزیعی (در عرصه فیلم‌ها) با یونیورسال استودیوز است.
ایلومینیشن انترتینمنت شهرت خود را مدیون اولین فیلم خود، من نفرت‌انگیز است. قسمت دوم این فیلم در ۳ ژوئیه ۲۰۱۳ تحت نام من نفرت‌انگیز ۲ منتشر شد و فروش فوق‌العاده آن موفقیت چشمگیری برای شرکت محسوب شد؛ فیلمی دیگر در همین موضوع با نام مینیون‌ها در ۱۰ ژوئیه ۲۰۱۵ توسط این شرکت و با همکاری یونیورسال استودیوز منتشر شد.

## تاریخچه
کریس ملداندری سمت خود به عنوان رئیس شرکت انیمیشن‌های فوکس قرن بیست‌ویکم را در اوایل سال ۲۰۰۷ ترک کرده و شرکت خود را تحت نام «ایلومینیشن انترتینمنت» راه اندازی کرد. در زمان ریاست وی در شرکت قبلی، محصولات مشهوری همچون عصر یخبندان، قسمت دوم عصر یخبندان با نام عصر یخبندان - ذوب، آلوین و سنجاب‌ها و ربات‌ها عرضه و ارائه شده بود.
در سال ۲۰۰۸ و طی قراردادی، ایلومینیشن اینترتینمنت یکی از زیرمجموعه‌های ان‌بی‌سی یونیورسال شد و طبق قرارداد، از سال ۲۰۱۰ موظف به ساخت یک الی دو فیلم در هر سال است. قابل ذکر است که کمپانی یونیورسال در تأسیس ایلومینیشن انترتینمنت نقش بسزایی داشته و فیلم‌های آن را توزیع می‌کند، اما ایلومینیشن به عنوان تهیه‌کننده، فعالیت خود را جداگانه و مستقل ادامه می‌دهد.

## پروژه‌ها
اولین فیلم ایلومینیشن انترتینمنت، فیلم مشهور من نفرت‌انگیز در سال ۲۰۱۰ است که بازیگران سرشناسی همچون استیو کارل در آن گویندگی می‌کردند. برای اولین فیلم، فروشی که من نفرت‌انگیز داشت برای شرکت بسیار دلچسب بود. ۲۵۱ میلیون دلار در آمریکا و ۵۴۳ میلیون دلار در سرتاسر جهان.
دومین فیلم شرکت در ژانر اکشن و با نام هاپ عرضه شد. باز هم سرشناسان هالیوود همچون راسل برند و جیمز مارسدن در ان ایفای نقش داشتند. هاپ موفق به کسب درآمد ۱۰۸ میلیون دلار در آمریکا و ۱۸۳ میلیون دلار در سایر نقاط جهان شد.
در سال ۲۰۱۲، انیمیشن لوراکس توسط شرکت عرضه شد که ۲۱۴ میلیون دلار را در آمریکا و ۳۴۸ میلیون دلار را در سایر نقاط دنیا کسب کرد.
آخرین انیمیشن توزیع شده این شرکت، انیمیشن من نفرت‌انگیز ۴ می‌باشد که در سال ۲۰۲۴ اکران شد.

## فیلم‌شناسی
| ردیف | نام فیلم                   | تاریخ انتشار   | بودجه ساخت       | درآمد              |
| ---- | -------------------------- | -------------- | ---------------- | ------------------ |
| ۱    | من نفرت‌انگیز               | ۹ ژوئیه ۲۰۱۰   | ۶۹٫۰۰۰٫۰۰۰ دلار  | ۵۴۳٫۱۱۳٫۹۸۵ دلار   |
| ۲    | هاپ                        | ۱ آوریل ۲۰۱۱   | ۶۳٫۰۰۰٫۰۰۰ دلار  | ۱۸۳٫۹۵۳٫۷۲۳ دلار   |
| ۳    | لوراکس                     | ۲ مارس ۲۰۱۲    | ۷۰٫۰۰۰٫۰۰۰ دلار  | ۳۴۸٫۸۴۰٫۳۱۶ دلار   |
| ۴    | من نفرت‌انگیز ۲             | ۳ ژوئیه ۲۰۱۳   | ۷۶٫۰۰۰٫۰۰۰ دلار  | ۹۰۶٫۲۳۹٫۰۰۰ دلار   |
| ۵    | مینیون‌ها                   | ۱۰ ژوئیه ۲۰۱۵  | ۷۴٫۰۰۰٫۰۰۰ دلار  | ۱٫۱۳۷٫۰۰۰٫۰۰۰ دلار |
| ۶    | زندگی پنهان حیوانات خانگی  | ۸ ژوئیه ۲۰۱۶   | ۷۵٫۰۰۰٫۰۰۰ دلار  | ۸۷۶٫۰۰۰٫۰۰۰ دلار   |
| ۷    | آواز                       | ۲۱ دسامبر ۲۰۱۶ | ۷۵٫۰۰۰٫۰۰۰ دلار  | ۶۳۴٫۰۰۰٫۰۰۰ دلار   |
| ۸    | من نفرت‌انگیز ۳             | ۳۰ ژوئن ۲۰۱۷   | ۸۰٫۰۰۰٫۰۰۰ دلار  | ۹۲۳٫۷۰۰٫۰۰۰ دلار   |
| ۹    | گرینچ                      | ۹ نوامبر ۲۰۱۸  | ۷۵٫۰۰۰٫۰۰۰ دلار  | ۵۱۱٫۰۰۰٫۰۰۰ دلار   |
| ۱۰   | زندگی مخفی حیوانات خانگی ۲ | ۷ ژوئن ۲۰۱۹    | ۸۰٫۰۰۰٫۰۰۰ دلار  | ۴۲۹٫۰۰۰٫۰۰۰ دلار   |
| ۱۱   | مینیون‌ها: ظهور گرو         | ۱ژوئیه ۲۰۲۲    | ۱۶۰٫۰۰۰٫۰۰۰ دلار | ۷۲۱٫۴٠٠٫٠٠۰ دلار   |
| ۱۲   | من نفرت‌انگیز ۴             | ۳ ژوئیه ۲۰۲۴   | ۱۰۰٫۰۰۰٫۰۰۰ دلار | ۹۱۵٫۳۰۰٫۲۳۶ دلار   |

## پیوندها
- وب‌گاه رسمی
- ایلومینیشن انترتینمنت در بانک اطلاعات اینترنتی فیلم‌ها
- صفحه رسمی شرکت در یوتیوب